# Pero pobrata
Pero pobrata là một loài bướm đêm trong họ Geometridae.